# Talavera de la Reina (Gerichtsbezirk)
Der Gerichtsbezirk Talavera de la Reina ist einer der sieben Gerichtsbezirke in der Provinz Toledo.
Der Bezirk umfasst 65 Gemeinden auf einer Fläche von 4.561,38 km² mit dem Hauptquartier in Talavera de la Reina.

## Gemeinden
| Gemeinde                            | Einwohner (2024) | Fläche km² | Dichte Einw./km² | Cod INE | Postleitzahl |
| ----------------------------------- | ---------------- | ---------- | ---------------- | ------- | ------------ |
| Alcañizo                            | 275              | 13,51      | 20               | 45005   | 45687        |
| Alcaudete de la Jara                | 1.662            | 156,12     | 11               | 45006   | 45662        |
| Alcolea de Tajo                     | 829              | 64,47      | 13               | 45007   | 45571        |
| Aldeanueva de Barbarroya            | 461              | 91,80      | 5                | 45009   | 45661        |
| Aldeanueva de San Bartolomé         | 413              | 34,61      | 12               | 45010   | 45575        |
| Almendral de la Cañada              | 345              | 33,64      | 10               | 45011   | 45631        |
| Azután                              | 289              | 21,61      | 13               | 45017   | 45571        |
| Belvís de la Jara                   | 1.428            | 114,03     | 13               | 45020   | 45660        |
| Buenaventura                        | 377              | 35,77      | 11               | 45022   | 45634        |
| Calera y Chozas                     | 4.773            | 219,53     | 22               | 45028   | 45686        |
| Caleruela                           | 201              | 9,42       | 21               | 45029   | 45589        |
| La Calzada de Oropesa               | 518              | 142,22     | 4                | 45030   | 45580        |
| El Campillo de la Jara              | 322              | 88,06      | 4                | 45033   | 45578        |
| Cardiel de los Montes               | 390              | 24,31      | 16               | 45035   | 45642        |
| Castillo de Bayuela                 | 921              | 37,27      | 25               | 45043   | 45641        |
| Cazalegas                           | 2.098            | 29,48      | 71               | 45045   | 45683        |
| Cebolla                             | 3.234            | 36,77      | 88               | 45046   | 45680        |
| Los Cerralbos                       | 425              | 40,15      | 11               | 45048   | 45682        |
| Cervera de los Montes               | 495              | 31,69      | 16               | 45049   | 45637        |
| Espinoso del Rey                    | 418              | 48,28      | 9                | 45063   | 45650        |
| La Estrella                         | 267              | 77,23      | 3                | 45065   | 45574        |
| Las Herencias                       | 792              | 90,73      | 9                | 45072   | 45664        |
| Herreruela de Oropesa               | 328              | 10,54      | 31               | 45073   | 45588        |
| Hinojosa de San Vicente             | 380              | 31,05      | 12               | 45074   | 45645        |
| La Iglesuela del Tiétar             | 451              | 69,09      | 7                | 45079   | 45633        |
| Illán de Vacas                      | 2                | 9,15       | 0                | 45080   | 45681        |
| Lagartera                           | 1.315            | 81,02      | 16               | 45082   | 45567        |
| Lucillos                            | 629              | 40,50      | 16               | 45086   | 45684        |
| Malpica de Tajo                     | 1.678            | 79,59      | 21               | 45089   | 45692        |
| Marrupe                             | 162              | 10,50      | 15               | 45093   | 45636        |
| Mejorada                            | 1.385            | 46,09      | 30               | 45097   | 45622        |
| Mohedas de la Jara                  | 410              | 60,42      | 7                | 45103   | 45576        |
| Montearagón                         | 588              | 12,01      | 49               | 45104   | 45685        |
| Montesclaros                        | 365              | 20,58      | 18               | 45105   | 45620        |
| La Nava de Ricomalillo              | 515              | 39,53      | 13               | 45108   | 45670        |
| Navalcán                            | 1.863            | 59,73      | 31               | 45110   | 45610        |
| Navalmoralejo                       | 54               | 22,75      | 2                | 45111   | 45573        |
| Los Navalmorales                    | 2.120            | 104,95     | 20               | 45112   | 45140        |
| Los Navalucillos                    | 1.897            | 355,94     | 5                | 45113   | 45130        |
| Navamorcuende                       | 599              | 110,86     | 5                | 45114   | 45630        |
| Oropesa                             | 2.564            | 336,56     | 8                | 45125   | 45560        |
| Parrillas                           | 351              | 51,03      | 7                | 45130   | 45611        |
| Pepino                              | 3.259            | 45,83      | 71               | 45132   | 45638        |
| La Pueblanueva                      | 2.138            | 122,10     | 18               | 45137   | 45690        |
| El Puente del Arzobispo             | 1.151            | 0,98       | 1.174            | 45138   | 45570        |
| Puerto de San Vicente               | 147              | 46,51      | 3                | 45139   | 45577        |
| El Real de San Vicente              | 981              | 53,91      | 18               | 45144   | 45640        |
| Retamoso de la Jara                 | 110              | 48,24      | 2                | 45146   | 45652        |
| Robledo del Mazo                    | 252              | 136,71     | 2                | 45148   | 45674        |
| San Bartolomé de las Abiertas       | 603              | 56,86      | 11               | 45150   | 45654        |
| San Martín de Pusa                  | 604              | 104,54     | 6                | 45152   | 45170        |
| San Román de los Montes             | 2.112            | 44,85      | 47               | 45154   | 45646        |
| Santa Ana de Pusa                   | 342              | 19,44      | 18               | 45155   | 45653        |
| Sartajada                           | 100              | 15,40      | 6                | 45159   | 45632        |
| Segurilla                           | 1.378            | 22,80      | 60               | 45160   | 45621        |
| Sevilleja de la Jara                | 620              | 233,95     | 3                | 45162   | 45671        |
| Sotillo de las Palomas              | 183              | 18,85      | 10               | 45164   | 45635        |
| Talavera de la Reina                | 84.738           | 185,83     | 456              | 45165   | 45600–45694  |
| Torralba de Oropesa                 | 193              | 23,45      | 8                | 45169   | 45569        |
| Torrecilla de la Jara               | 222              | 70,61      | 3                | 45170   | 45651        |
| Torrico                             | 702              | 33,53      | 21               | 45172   | 45572        |
| Valdeverdeja                        | 565              | 67,90      | 8                | 45179   | 45572        |
| Velada                              | 2.907            | 144,60     | 20               | 45181   | 45612        |
| Las Ventas de San Julián            | 231              | 6,53       | 35               | 45184   | 45568        |
| Villarejo de Montalbán              | 78               | 65,37      | 1                | 45194   | 45179        |
| Gerichtsbezirk Talavera de la Reina | 142.205          | 4.561,38   | 31               | –       | –            |